# Operário Futebol Clube (Presidente Prudente)
O Operário Futebol Clube é um clube amador tradicional da cidade de Presidente Prudente. É destaque por ser a agremiação de futebol que está mais tempo em atividade no município.

## Historia
No dia 10 de fevereiro de 1973, amigos e moradores do bairro se reuniram para formar um time que substituiria o extinto Parque São Jorge. A equipe então surgiu ainda com o nome de Grêmio Recreativo Vila Operária, iniciativa de moradores como Augusto, Miltinho, Zúlu, Macalé e Niquinho.
No final da década de 70, início dos anos 80, os pioneiros passaram o bastão para outros moradores, que formaram uma nova diretoria. Entre as primeiras ações, o grupo mudou o nome para Operário Futebol Clube, mas deixando claro que o time daria continuidade a toda história anterior. Essa geração foi formada por diretores como Jeremias Ferreira, o Mia (pai de Néo), Nílson, Bira, José Carlos, o Pelé, Feijão e Jorge Antônio Venâncio, o Jorjão, nomes que, até hoje, colaboram com Néo nessa retomada.
Mesmo sem nenhuma estatística oficial ou algo que quantifique isso, é normal ouvir entre os integrantes que, no período que o bairro ficou sem futebol, com a inatividade do Operário, a criminalidade, aparentemente, aumentou, como reflexo da ausência dessa união ofertada pelo time.
O Operário retornou às atividades em 2008 com a presidência de Néo, o clube estava parado motivado principalmente por questões financeiras. Nessa retomada, ele destaca a ajuda do colaborador Luis Carlos Teodoro, o Nego.
E o retorno do time da Vila Operária não foi para ser apenas mais um. Antes disso, a equipe havia conquistado apenas o título da divisão de acesso do futebol amador de Prudente, em 1997, quando venceu na final a equipe da Vila Furquim. Nesse campeonato, de acordo com o presidente, dos 24 inscritos na competição, apenas um atleta não era do bairro.
Após a retomada, a equipe chegou às quartas de final da divisão de acesso em 2008. No ano seguinte, foi finalista e garantiu o acesso. E, em 2010, na reestreia na Primeira Divisão, veio o primeiro título na elite. E não ficou só nisso. Em 2013 e 2014, a equipe foi bicampeã.

## Títulos
| Municipais | Municipais                                                          | Municipais | Municipais                    |
|            | Competição                                                          | Títulos    | Temporadas                    |
| ---------- | ------------------------------------------------------------------- | ---------- | ----------------------------- |
|            | Campeonato Municipal de Presidente Prudente Amador Primeira divisão | 5          | 1997, 2010, 2013, 2014 e 2018 |
| Municipais |                                                                     |            |                               |
|            | Competição                                                          | Títulos    | Temporadas                    |
|            | Campeonato Municipal de Presidente Prudente Amador Segunda divisão  | 1          | 2012                          |